# Сидоров, Анатолий Степанович
Анатолий Степанович Сидоров (род. 1 марта 1932 года в с. Тростяное, Шацкий район, Рязанская область, РСФСР, СССР - 1996 г. Москва) — советский и российский учёный, политический деятель, первый заместитель директора Государственного научно-исследовательского института горнохимического сырья, депутат Государственной Думы ФС РФ первого созыва (1993—1995), действительный член Российской академии естественных наук, доктор экономических наук.

## Биография
В 1956 году получил высшее образование по специальности «инженер-химик-технолог» в Московском институте тонкой химической технологии им. М. В. Ломоносова. С 1956 по 1962 год работал на Загорском лакокрасочном заводе мастером, начальником цеха, в Государственном тресте «Оргхим» главным специалистом. С 1962 по 1977 год работал в Госплане СССР главным специалистом. В 1973 году защитил диссертацию на соискание учёной степени доктора экономических наук.
С 1977 по 1991 год работал в Московском институте химического машиностроения и во Всесоюзном государственном институте кинематографии заведующим кафедрой экономики, во Всесоюзном институте экономики промышленности строительных материалов первым заместителем директора, в Государственном научно-исследовательском институте горнохимического сырья первым заместителем директора. С 1991 года работал генеральным директором Института экономики и организации предпринимательства.
В 1993 году был избран депутатом Государственной думы Федерального Собрания Российской Федерации первого созыва. В Государственной думе был заместителем председателя Комитета по экономической политике, входил во фракцию ЛДПР.